# La Vuelta Femenina 2024
La Vuelta Femenina 2024 – 10. edycja wyścigu kolarskiego La Vuelta Femenina, która odbyła się w dniach 28 kwietnia–5 maja 2024 na trasie o długości 867 kilometrów, składającej się z 8 etapów i biegnącej z Walencji do Valdesquí. Impreza kategorii 2.WWT była częścią cyklu UCI Women’s World Tour 2024.

## Etapy
| Etap | Data   | Start – Meta                     | type                    | Dystans (km) | Zwyciężczyni etapu | Liderka         |
| ---- | ------ | -------------------------------- | ----------------------- | ------------ | ------------------ | --------------- |
| 1    | 28 kwi | Walencja – Walencja              | jazda drużynowa na czas | 16           | Lidl-Trek          | Gaia Realini    |
| 2    | 29 kwi | Buñol – Moncofa                  | płaski                  | 118          | Alison Jackson     | Blanka Kata Vas |
| 3    | 30 kwi | Lucena – Teruel                  | pagórkowaty             | 131          | Marianne Vos       | Blanka Kata Vas |
| 4    | 1 maj  | Molina de Aragón – Saragossa     | płaski                  | 142          | Kristen Faulkner   | Marianne Vos    |
| 5    | 2 maj  | Huesca – Jaca                    | górski                  | 113          | Demi Vollering     | Demi Vollering  |
| 6    | 3 maj  | Tarazona – Vinuesa               | górski                  | 132          | Évita Muzic        | Demi Vollering  |
| 7    | 4 maj  | San Esteban de Gormaz – Sigüenza | pagórkowaty             | 126          | Marianne Vos       | Demi Vollering  |
| 8    | 5 maj  | Madryt – Valdesquí               | górski                  | 89           | Demi Vollering     | Demi Vollering  |

## Uczestnicy

### Drużyny
| translation for headoftableIII_translate index 58 not found (13)- AG Insurance-Soudal Team - Canyon-SRAM Racing - FDJ-Suez - Fenix-Deceuninck - Human Powered Health - Lidl-Trek - Liv AlUla Jayco - Movistar Team - Roland - SD Worx-Protime - Team DSM-Firmenich PostNL - Team Visma \| Lease a Bike - UAE Team ADQ UCI Women's Continental Teams (8)- Bepink-Bongioanni - EF Education-Cannondale - Eneicat-CMTeam - Laboral Kutxa-Fundacion Euskadi - Lotto Dstny Ladies - Team Coop-Repsol - VolkerWessels - Winspace |
| |

### Lista startowa
| Movistar Team MOV | Movistar Team MOV           | Movistar Team MOV |
| ----------------- | --------------------------- | ----------------- |
| Nr                | Kolarka                     | Miejsce           |
| 1                 | Liane Lippert (GER) (szosa) | 31.               |
| 2                 | Olivia Baril (CAN)          | 30.               |
| 3                 | Emma Norsgaard (DEN)        | DNF-3             |
| 4                 | Jelena Erić (SRB) (szosa)   | 77.               |
| 5                 | Sheyla Gutiérrez (ESP)      | 66.               |
| 6                 | Sara Martín Martín (ESP)    | DNS-8             |
| 7                 | Mareille Meijering (NED)    | 67.               |

| SD Worx-Protime SDW | SD Worx-Protime SDW            | SD Worx-Protime SDW |
| ------------------- | ------------------------------ | ------------------- |
| Nr                  | Kolarka                        | Miejsce             |
| 11                  | Niamh Fisher-Black (NZL)       | 7.                  |
| 12                  | Mischa Bredewold (NED) (szosa) | 40.                 |
| 13                  | Elena Cecchini (ITA)           | 56.                 |
| 14                  | Barbara Guarischi (ITA)        | 95.                 |
| 15                  | Marlen Reusser (SUI) (szosa)   | 13.                 |
| 16                  | Blanka Kata Vas (HUN) (szosa)  | 57.                 |
| 17                  | Demi Vollering (NED) (szosa)   | 1.                  |

| Lidl-Trek LTK | Lidl-Trek LTK                      | Lidl-Trek LTK |
| ------------- | ---------------------------------- | ------------- |
| Nr            | Kolarka                            | Miejsce       |
| 21            | Elynor Bäckstedt (GBR)             | 104.          |
| 22            | Brodie Chapman (AUS)               | 43.           |
| 23            | Lizzie Deignan (GBR)               | 58.           |
| 24            | Elisa Longo Borghini (ITA) (szosa) | 3.            |
| 25            | Gaia Realini (ITA)                 | DNS-6         |
| 26            | Amanda Spratt (AUS)                | 18.           |
| 27            | Ellen van Dijk (NED)               | DNS-4         |

| Canyon-SRAM Racing CSR | Canyon-SRAM Racing CSR     | Canyon-SRAM Racing CSR |
| ---------------------- | -------------------------- | ---------------------- |
| Nr                     | Kolarka                    | Miejsce                |
| 31                     | Neve Bradbury (AUS)        | DNF                    |
| 32                     | Zoe Bäckstedt (GBR)        | 93.                    |
| 33                     | Ricarda Bauernfeind (GER)  | 6.                     |
| 35                     | Antonia Niedermaier (GER)  | 11.                    |
| 36                     | Katarzyna Niewiadoma (POL) | DNS-6                  |
| 37                     | Maike van der Duin (NED)   | 86.                    |

| UAE Team ADQ UAD | UAE Team ADQ UAD       | UAE Team ADQ UAD |
| ---------------- | ---------------------- | ---------------- |
| Nr               | Kolarka                | Miejsce          |
| 41               | Mikayla Harvey (NZL)   | 49.              |
| 42               | Alena Amialusik (BLR)  | DNF-8            |
| 43               | Eugenia Bujak (SLO)    | 60.              |
| 44               | Alona Iwanczenko (RUS) | 23.              |
| 45               | Erica Magnaldi (ITA)   | 15.              |
| 46               | Tereza Neumanová (CZE) | DNF-5            |
| 47               | Karlijn Swinkels (NED) | 36.              |

| Team dsm-firmenich PostNL DFP | Team dsm-firmenich PostNL DFP | Team dsm-firmenich PostNL DFP |
| ----------------------------- | ----------------------------- | ----------------------------- |
| Nr                            | Kolarka                       | Miejsce                       |
| 51                            | Juliette Labous (FRA)         | 4.                            |
| 52                            | Rachele Barbieri (ITA)        | 92.                           |
| 53                            | Eleonora Ciabocco (ITA)       | 44.                           |
| 54                            | Daniek Hengeveld (NED)        | 100.                          |
| 55                            | Charlotte Kool (NED)          | 91.                           |
| 56                            | Abi Smith (GBR)               | 65.                           |
| 57                            | Nienke Vinke (NED)            | 34.                           |

| Team Visma \| Lease a Bike TVL | Team Visma \| Lease a Bike TVL | Team Visma \| Lease a Bike TVL |
| ------------------------------ | ------------------------------ | ------------------------------ |
| Nr                             | Kolarka                        | Miejsce                        |
| 61                             | Marianne Vos (NED)             | 24.                            |
| 62                             | Carlijn Achtereekte (NED)      | 59.                            |
| 63                             | Anna Henderson (GBR)           | DNS-3                          |
| 64                             | Riejanne Markus (NED)          | 2.                             |
| 65                             | Maud Oudeman (NED)             | 48.                            |
| 66                             | Eva van Agt (NED)              | DNS-8                          |
| 67                             | Sophie von Berswordt (NED)     | 38.                            |

| FDJ-Suez FST | FDJ-Suez FST            | FDJ-Suez FST |
| ------------ | ----------------------- | ------------ |
| Nr           | Kolarka                 | Miejsce      |
| 71           | Évita Muzic (FRA)       | 5.           |
| 72           | Grace Brown (AUS)       | 17.          |
| 73           | Marta Cavalli (ITA)     | DNS-3        |
| 74           | Coralie Demay (FRA)     | 73.          |
| 75           | Vittoria Guazzini (ITA) | DNF-3        |
| 76           | Amber Kraak (NED)       | 45.          |
| 77           | Alessia Vigilia (ITA)   | 55.          |

| Fenix-Deceuninck FED | Fenix-Deceuninck FED          | Fenix-Deceuninck FED |
| -------------------- | ----------------------------- | -------------------- |
| Nr                   | Kolarka                       | Miejsce              |
| 81                   | Yara Kastelijn (NED)          | 8.                   |
| 82                   | Greta Marturano (ITA)         | 22.                  |
| 83                   | Flora Perkins (GBR)           | 61.                  |
| 84                   | Pauliena Rooijakkers (NED)    | 9.                   |
| 85                   | Carina Schrempf (AUT) (szosa) | 75.                  |
| 86                   | Petra Stiasny (SUI)           | 51.                  |
| 87                   | Aniek van Alphen (NED)        | DNF-6                |

| Laboral Kutxa-Fundación Euskadi LKF | Laboral Kutxa-Fundación Euskadi LKF | Laboral Kutxa-Fundación Euskadi LKF |
| ----------------------------------- | ----------------------------------- | ----------------------------------- |
| Nr                                  | Kolarka                             | Miejsce                             |
| 91                                  | Debora Silvestri (ITA)              | DNS-7                               |
| 92                                  | Idoia Eraso (ESP)                   | 114.                                |
| 93                                  | Lourdes Oyarbide (ESP)              | 107.                                |
| 94                                  | Nadia Quagliotto (ITA)              | 50.                                 |
| 95                                  | Aileen Schweikart (GER)             | 25.                                 |
| 96                                  | Laura Tomasi (ITA)                  | 64.                                 |
| 97                                  | Cristina Tonetti (ITA)              | 88.                                 |

| Liv AlUla Jayco LAJ | Liv AlUla Jayco LAJ                     | Liv AlUla Jayco LAJ |
| ------------------- | --------------------------------------- | ------------------- |
| Nr                  | Kolarka                                 | Miejsce             |
| 101                 | Margarita Victoria García (ESP) (szosa) | 20.                 |
| 102                 | Caroline Andersson (SWE)                | 32.                 |
| 103                 | Georgia Baker (AUS)                     | 81.                 |
| 104                 | Teniel Campbell (TTO)                   | 83.                 |
| 105                 | Ingvild Gåskjenn (NOR)                  | 14.                 |
| 106                 | Georgie Howe (AUS)                      | 109.                |
| 107                 | Silke Smulders (NED)                    | 21.                 |

| Roland CGS | Roland CGS                      | Roland CGS |
| ---------- | ------------------------------- | ---------- |
| Nr         | Kolarka                         | Miejsce    |
| 111        | Tamara Dronowa (RUS) (szosa)    | 35.        |
| 112        | Andri Christoforu (CYP) (szosa) | 94.        |
| 113        | Maggie Coles-Lyster (CAN)       | 96.        |
| 114        | Natalie Grinczer (GBR)          | DNF-3      |
| 115        | Elena Hartmann (SUI)            | DNF-5      |
| 116        | Anna Kiesenhofer (AUT)          | 108.       |
| 117        | Giorgia Vettorello (ITA)        | 69.        |

| AG Insurance-Soudal Team AGS | AG Insurance-Soudal Team AGS | AG Insurance-Soudal Team AGS |
| ---------------------------- | ---------------------------- | ---------------------------- |
| Nr                           | Kolarka                      | Miejsce                      |
| 121                          | Sarah Gigante (AUS)          | 19.                          |
| 122                          | Mireia Benito (ESP)          | 41.                          |
| 123                          | Justine Ghekiere (BEL)       | DNS-4                        |
| 124                          | Anya Louw (AUS)              | 85.                          |
| 125                          | Ilse Pluimers (NED)          | 70.                          |
| 126                          | Maud Rijnbeek (NED)          | 72.                          |
| 127                          | Julie Van de Velde (BEL)     | DNF-8                        |

| Human Powered Health HPH | Human Powered Health HPH | Human Powered Health HPH |
| ------------------------ | ------------------------ | ------------------------ |
| Nr                       | Kolarka                  | Miejsce                  |
| 131                      | Julija Biriukowa (UKR)   | 68.                      |
| 132                      | Henrietta Christie (NZL) | 28.                      |
| 134                      | Romy Kasper (GER)        | 62.                      |
| 135                      | Marit Raaijmakers (NED)  | DNF-5                    |
| 136                      | Lily Williams (USA)      | 54.                      |
| 137                      | Silvia Zanardi (ITA)     | 98.                      |

| EF Education-Cannondale EFC | EF Education-Cannondale EFC  | EF Education-Cannondale EFC |
| --------------------------- | ---------------------------- | --------------------------- |
| Nr                          | Kolarka                      | Miejsce                     |
| 141                         | Clara Emond (CAN)            | DNS-3                       |
| 142                         | Kim Cadzow (NZL)             | 10.                         |
| 143                         | Veronica Ewers (USA)         | 46.                         |
| 144                         | Kristen Faulkner (USA)       | 12.                         |
| 145                         | Alison Jackson (CAN) (szosa) | 63.                         |
| 146                         | Clara Koppenburg (GER)       | 39.                         |
| 147                         | Magdeleine Vallieres (CAN)   | 29.                         |

| VolkerWessels VWT | VolkerWessels VWT       | VolkerWessels VWT |
| ----------------- | ----------------------- | ----------------- |
| Nr                | Kolarka                 | Miejsce           |
| 151               | Laura Molenaar (NED)    | 84.               |
| 152               | Valerie Demey (BEL)     | 52.               |
| 153               | Anne Dijkstra (NED)     | 33.               |
| 154               | Eline Jansen (NED)      | 27.               |
| 155               | Quinty Schoens (NED)    | 37.               |
| 156               | Sabrina Stultiens (NED) | DNS-3             |
| 157               | Marith Vanhove (BEL)    | DNF-4             |

| Lotto Dstny Ladies LDL | Lotto Dstny Ladies LDL      | Lotto Dstny Ladies LDL |
| ---------------------- | --------------------------- | ---------------------- |
| Nr                     | Kolarka                     | Miejsce                |
| 161                    | Thalita de Jong (NED)       | 16.                    |
| 162                    | Wilma Aintila (FIN)         | 80.                    |
| 163                    | Maureen Arens (NED)         | 102.                   |
| 164                    | Fauve Bastiaenssen (BEL)    | 101.                   |
| 165                    | Audrey De Keersmaeker (BEL) | 97.                    |
| 166                    | Mieke Docx (BEL)            | 113.                   |
| 167                    | Esmée Gielkens (BEL)        | 99.                    |

| Eneicat-CMTeam EIC | Eneicat-CMTeam EIC       | Eneicat-CMTeam EIC |
| ------------------ | ------------------------ | ------------------ |
| Nr                 | Kolarka                  | Miejsce            |
| 171                | Andrea Alzate (COL)      | DNF-7              |
| 172                | Valentina Basilico (ITA) | 105.               |
| 173                | Daniela Campos (POR)     | 74.                |
| 174                | Ariana Gilabert (ESP)    | 78.                |
| 175                | Adele Normand (CAN)      | DNF-3              |
| 176                | Claudia San Justo (ESP)  | 116.               |
| 177                | Carolina Vargas (COL)    | DNF-8              |

| Bepink-Bongioanni BPK | Bepink-Bongioanni BPK               | Bepink-Bongioanni BPK |
| --------------------- | ----------------------------------- | --------------------- |
| Nr                    | Kolarka                             | Miejsce               |
| 181                   | Monica Trinca Colonel (ITA)         | 26.                   |
| 182                   | Andrea Casagranda (ITA)             | 87.                   |
| 183                   | Selene Colombi (ITA)                | DNS-4                 |
| 184                   | Ana Vitória Magalhães (BRA) (szosa) | 89.                   |
| 185                   | Nora Jenčušová (SVK) (szosa)        | 90.                   |
| 186                   | Angela Oro (ITA)                    | 110.                  |
| 187                   | Beatrice Pozzobon (ITA)             | 115.                  |

| Winspace WIN | Winspace WIN             | Winspace WIN |
| ------------ | ------------------------ | ------------ |
| Nr           | Kolarka                  | Miejsce      |
| 191          | Karolina Perekitko (POL) | 42.          |
| 192          | Noémie Abgrall (FRA)     | 71.          |
| 193          | Marine Allione (FRA)     | 53.          |
| 194          | Floraine Bernard (FRA)   | DNF-3        |
| 195          | Aurela Nerlo (POL)       | 111.         |
| 196          | Tang Xin (CHN)           | 112.         |
| 197          | Constance Valentin (FRA) | 106.         |

| Team Coop-Repsol HPU | Team Coop-Repsol HPU          | Team Coop-Repsol HPU |
| -------------------- | ----------------------------- | -------------------- |
| Nr                   | Kolarka                       | Miejsce              |
| 201                  | India Grangier (FRA)          | DNF-3                |
| 202                  | Camilla Ranes Bye (NOR)       | DNS-6                |
| 203                  | Stine Dale (NOR)              | 79.                  |
| 204                  | Sigrid Ytterhus Haugset (NOR) | 47.                  |
| 205                  | Stina Kagevi (SWE)            | 76.                  |
| 206                  | Magdalene Lind (NOR)          | 82.                  |
| 207                  | Eline Van Rooijen (NED)       | 103.                 |

| Movistar Team MOV | Movistar Team MOV           | Movistar Team MOV |
| ----------------- | --------------------------- | ----------------- |
| Nr                | Kolarka                     | Miejsce           |
| 1                 | Liane Lippert (GER) (szosa) | 31.               |
| 2                 | Olivia Baril (CAN)          | 30.               |
| 3                 | Emma Norsgaard (DEN)        | DNF-3             |
| 4                 | Jelena Erić (SRB) (szosa)   | 77.               |
| 5                 | Sheyla Gutiérrez (ESP)      | 66.               |
| 6                 | Sara Martín Martín (ESP)    | DNS-8             |
| 7                 | Mareille Meijering (NED)    | 67.               |

| SD Worx-Protime SDW | SD Worx-Protime SDW            | SD Worx-Protime SDW |
| ------------------- | ------------------------------ | ------------------- |
| Nr                  | Kolarka                        | Miejsce             |
| 11                  | Niamh Fisher-Black (NZL)       | 7.                  |
| 12                  | Mischa Bredewold (NED) (szosa) | 40.                 |
| 13                  | Elena Cecchini (ITA)           | 56.                 |
| 14                  | Barbara Guarischi (ITA)        | 95.                 |
| 15                  | Marlen Reusser (SUI) (szosa)   | 13.                 |
| 16                  | Blanka Kata Vas (HUN) (szosa)  | 57.                 |
| 17                  | Demi Vollering (NED) (szosa)   | 1.                  |

| Lidl-Trek LTK | Lidl-Trek LTK                      | Lidl-Trek LTK |
| ------------- | ---------------------------------- | ------------- |
| Nr            | Kolarka                            | Miejsce       |
| 21            | Elynor Bäckstedt (GBR)             | 104.          |
| 22            | Brodie Chapman (AUS)               | 43.           |
| 23            | Lizzie Deignan (GBR)               | 58.           |
| 24            | Elisa Longo Borghini (ITA) (szosa) | 3.            |
| 25            | Gaia Realini (ITA)                 | DNS-6         |
| 26            | Amanda Spratt (AUS)                | 18.           |
| 27            | Ellen van Dijk (NED)               | DNS-4         |

| Canyon-SRAM Racing CSR | Canyon-SRAM Racing CSR     | Canyon-SRAM Racing CSR |
| ---------------------- | -------------------------- | ---------------------- |
| Nr                     | Kolarka                    | Miejsce                |
| 31                     | Neve Bradbury (AUS)        | DNF                    |
| 32                     | Zoe Bäckstedt (GBR)        | 93.                    |
| 33                     | Ricarda Bauernfeind (GER)  | 6.                     |
| 35                     | Antonia Niedermaier (GER)  | 11.                    |
| 36                     | Katarzyna Niewiadoma (POL) | DNS-6                  |
| 37                     | Maike van der Duin (NED)   | 86.                    |

| UAE Team ADQ UAD | UAE Team ADQ UAD       | UAE Team ADQ UAD |
| ---------------- | ---------------------- | ---------------- |
| Nr               | Kolarka                | Miejsce          |
| 41               | Mikayla Harvey (NZL)   | 49.              |
| 42               | Alena Amialusik (BLR)  | DNF-8            |
| 43               | Eugenia Bujak (SLO)    | 60.              |
| 44               | Alona Iwanczenko (RUS) | 23.              |
| 45               | Erica Magnaldi (ITA)   | 15.              |
| 46               | Tereza Neumanová (CZE) | DNF-5            |
| 47               | Karlijn Swinkels (NED) | 36.              |

| Team dsm-firmenich PostNL DFP | Team dsm-firmenich PostNL DFP | Team dsm-firmenich PostNL DFP |
| ----------------------------- | ----------------------------- | ----------------------------- |
| Nr                            | Kolarka                       | Miejsce                       |
| 51                            | Juliette Labous (FRA)         | 4.                            |
| 52                            | Rachele Barbieri (ITA)        | 92.                           |
| 53                            | Eleonora Ciabocco (ITA)       | 44.                           |
| 54                            | Daniek Hengeveld (NED)        | 100.                          |
| 55                            | Charlotte Kool (NED)          | 91.                           |
| 56                            | Abi Smith (GBR)               | 65.                           |
| 57                            | Nienke Vinke (NED)            | 34.                           |

| Team Visma \| Lease a Bike TVL | Team Visma \| Lease a Bike TVL | Team Visma \| Lease a Bike TVL |
| ------------------------------ | ------------------------------ | ------------------------------ |
| Nr                             | Kolarka                        | Miejsce                        |
| 61                             | Marianne Vos (NED)             | 24.                            |
| 62                             | Carlijn Achtereekte (NED)      | 59.                            |
| 63                             | Anna Henderson (GBR)           | DNS-3                          |
| 64                             | Riejanne Markus (NED)          | 2.                             |
| 65                             | Maud Oudeman (NED)             | 48.                            |
| 66                             | Eva van Agt (NED)              | DNS-8                          |
| 67                             | Sophie von Berswordt (NED)     | 38.                            |

| FDJ-Suez FST | FDJ-Suez FST            | FDJ-Suez FST |
| ------------ | ----------------------- | ------------ |
| Nr           | Kolarka                 | Miejsce      |
| 71           | Évita Muzic (FRA)       | 5.           |
| 72           | Grace Brown (AUS)       | 17.          |
| 73           | Marta Cavalli (ITA)     | DNS-3        |
| 74           | Coralie Demay (FRA)     | 73.          |
| 75           | Vittoria Guazzini (ITA) | DNF-3        |
| 76           | Amber Kraak (NED)       | 45.          |
| 77           | Alessia Vigilia (ITA)   | 55.          |

| Fenix-Deceuninck FED | Fenix-Deceuninck FED          | Fenix-Deceuninck FED |
| -------------------- | ----------------------------- | -------------------- |
| Nr                   | Kolarka                       | Miejsce              |
| 81                   | Yara Kastelijn (NED)          | 8.                   |
| 82                   | Greta Marturano (ITA)         | 22.                  |
| 83                   | Flora Perkins (GBR)           | 61.                  |
| 84                   | Pauliena Rooijakkers (NED)    | 9.                   |
| 85                   | Carina Schrempf (AUT) (szosa) | 75.                  |
| 86                   | Petra Stiasny (SUI)           | 51.                  |
| 87                   | Aniek van Alphen (NED)        | DNF-6                |

| Laboral Kutxa-Fundación Euskadi LKF | Laboral Kutxa-Fundación Euskadi LKF | Laboral Kutxa-Fundación Euskadi LKF |
| ----------------------------------- | ----------------------------------- | ----------------------------------- |
| Nr                                  | Kolarka                             | Miejsce                             |
| 91                                  | Debora Silvestri (ITA)              | DNS-7                               |
| 92                                  | Idoia Eraso (ESP)                   | 114.                                |
| 93                                  | Lourdes Oyarbide (ESP)              | 107.                                |
| 94                                  | Nadia Quagliotto (ITA)              | 50.                                 |
| 95                                  | Aileen Schweikart (GER)             | 25.                                 |
| 96                                  | Laura Tomasi (ITA)                  | 64.                                 |
| 97                                  | Cristina Tonetti (ITA)              | 88.                                 |

| Liv AlUla Jayco LAJ | Liv AlUla Jayco LAJ                     | Liv AlUla Jayco LAJ |
| ------------------- | --------------------------------------- | ------------------- |
| Nr                  | Kolarka                                 | Miejsce             |
| 101                 | Margarita Victoria García (ESP) (szosa) | 20.                 |
| 102                 | Caroline Andersson (SWE)                | 32.                 |
| 103                 | Georgia Baker (AUS)                     | 81.                 |
| 104                 | Teniel Campbell (TTO)                   | 83.                 |
| 105                 | Ingvild Gåskjenn (NOR)                  | 14.                 |
| 106                 | Georgie Howe (AUS)                      | 109.                |
| 107                 | Silke Smulders (NED)                    | 21.                 |

| Roland CGS | Roland CGS                      | Roland CGS |
| ---------- | ------------------------------- | ---------- |
| Nr         | Kolarka                         | Miejsce    |
| 111        | Tamara Dronowa (RUS) (szosa)    | 35.        |
| 112        | Andri Christoforu (CYP) (szosa) | 94.        |
| 113        | Maggie Coles-Lyster (CAN)       | 96.        |
| 114        | Natalie Grinczer (GBR)          | DNF-3      |
| 115        | Elena Hartmann (SUI)            | DNF-5      |
| 116        | Anna Kiesenhofer (AUT)          | 108.       |
| 117        | Giorgia Vettorello (ITA)        | 69.        |

| AG Insurance-Soudal Team AGS | AG Insurance-Soudal Team AGS | AG Insurance-Soudal Team AGS |
| ---------------------------- | ---------------------------- | ---------------------------- |
| Nr                           | Kolarka                      | Miejsce                      |
| 121                          | Sarah Gigante (AUS)          | 19.                          |
| 122                          | Mireia Benito (ESP)          | 41.                          |
| 123                          | Justine Ghekiere (BEL)       | DNS-4                        |
| 124                          | Anya Louw (AUS)              | 85.                          |
| 125                          | Ilse Pluimers (NED)          | 70.                          |
| 126                          | Maud Rijnbeek (NED)          | 72.                          |
| 127                          | Julie Van de Velde (BEL)     | DNF-8                        |

| Human Powered Health HPH | Human Powered Health HPH | Human Powered Health HPH |
| ------------------------ | ------------------------ | ------------------------ |
| Nr                       | Kolarka                  | Miejsce                  |
| 131                      | Julija Biriukowa (UKR)   | 68.                      |
| 132                      | Henrietta Christie (NZL) | 28.                      |
| 134                      | Romy Kasper (GER)        | 62.                      |
| 135                      | Marit Raaijmakers (NED)  | DNF-5                    |
| 136                      | Lily Williams (USA)      | 54.                      |
| 137                      | Silvia Zanardi (ITA)     | 98.                      |

| EF Education-Cannondale EFC | EF Education-Cannondale EFC  | EF Education-Cannondale EFC |
| --------------------------- | ---------------------------- | --------------------------- |
| Nr                          | Kolarka                      | Miejsce                     |
| 141                         | Clara Emond (CAN)            | DNS-3                       |
| 142                         | Kim Cadzow (NZL)             | 10.                         |
| 143                         | Veronica Ewers (USA)         | 46.                         |
| 144                         | Kristen Faulkner (USA)       | 12.                         |
| 145                         | Alison Jackson (CAN) (szosa) | 63.                         |
| 146                         | Clara Koppenburg (GER)       | 39.                         |
| 147                         | Magdeleine Vallieres (CAN)   | 29.                         |

| VolkerWessels VWT | VolkerWessels VWT       | VolkerWessels VWT |
| ----------------- | ----------------------- | ----------------- |
| Nr                | Kolarka                 | Miejsce           |
| 151               | Laura Molenaar (NED)    | 84.               |
| 152               | Valerie Demey (BEL)     | 52.               |
| 153               | Anne Dijkstra (NED)     | 33.               |
| 154               | Eline Jansen (NED)      | 27.               |
| 155               | Quinty Schoens (NED)    | 37.               |
| 156               | Sabrina Stultiens (NED) | DNS-3             |
| 157               | Marith Vanhove (BEL)    | DNF-4             |

| Lotto Dstny Ladies LDL | Lotto Dstny Ladies LDL      | Lotto Dstny Ladies LDL |
| ---------------------- | --------------------------- | ---------------------- |
| Nr                     | Kolarka                     | Miejsce                |
| 161                    | Thalita de Jong (NED)       | 16.                    |
| 162                    | Wilma Aintila (FIN)         | 80.                    |
| 163                    | Maureen Arens (NED)         | 102.                   |
| 164                    | Fauve Bastiaenssen (BEL)    | 101.                   |
| 165                    | Audrey De Keersmaeker (BEL) | 97.                    |
| 166                    | Mieke Docx (BEL)            | 113.                   |
| 167                    | Esmée Gielkens (BEL)        | 99.                    |

| Eneicat-CMTeam EIC | Eneicat-CMTeam EIC       | Eneicat-CMTeam EIC |
| ------------------ | ------------------------ | ------------------ |
| Nr                 | Kolarka                  | Miejsce            |
| 171                | Andrea Alzate (COL)      | DNF-7              |
| 172                | Valentina Basilico (ITA) | 105.               |
| 173                | Daniela Campos (POR)     | 74.                |
| 174                | Ariana Gilabert (ESP)    | 78.                |
| 175                | Adele Normand (CAN)      | DNF-3              |
| 176                | Claudia San Justo (ESP)  | 116.               |
| 177                | Carolina Vargas (COL)    | DNF-8              |

| Bepink-Bongioanni BPK | Bepink-Bongioanni BPK               | Bepink-Bongioanni BPK |
| --------------------- | ----------------------------------- | --------------------- |
| Nr                    | Kolarka                             | Miejsce               |
| 181                   | Monica Trinca Colonel (ITA)         | 26.                   |
| 182                   | Andrea Casagranda (ITA)             | 87.                   |
| 183                   | Selene Colombi (ITA)                | DNS-4                 |
| 184                   | Ana Vitória Magalhães (BRA) (szosa) | 89.                   |
| 185                   | Nora Jenčušová (SVK) (szosa)        | 90.                   |
| 186                   | Angela Oro (ITA)                    | 110.                  |
| 187                   | Beatrice Pozzobon (ITA)             | 115.                  |

| Winspace WIN | Winspace WIN             | Winspace WIN |
| ------------ | ------------------------ | ------------ |
| Nr           | Kolarka                  | Miejsce      |
| 191          | Karolina Perekitko (POL) | 42.          |
| 192          | Noémie Abgrall (FRA)     | 71.          |
| 193          | Marine Allione (FRA)     | 53.          |
| 194          | Floraine Bernard (FRA)   | DNF-3        |
| 195          | Aurela Nerlo (POL)       | 111.         |
| 196          | Tang Xin (CHN)           | 112.         |
| 197          | Constance Valentin (FRA) | 106.         |

| Team Coop-Repsol HPU | Team Coop-Repsol HPU          | Team Coop-Repsol HPU |
| -------------------- | ----------------------------- | -------------------- |
| Nr                   | Kolarka                       | Miejsce              |
| 201                  | India Grangier (FRA)          | DNF-3                |
| 202                  | Camilla Ranes Bye (NOR)       | DNS-6                |
| 203                  | Stine Dale (NOR)              | 79.                  |
| 204                  | Sigrid Ytterhus Haugset (NOR) | 47.                  |
| 205                  | Stina Kagevi (SWE)            | 76.                  |
| 206                  | Magdalene Lind (NOR)          | 82.                  |
| 207                  | Eline Van Rooijen (NED)       | 103.                 |

Legenda: DNF – nie ukończył etapu, OTL – przekroczył limit czasu, DNS – nie wystartował do etapu, DSQ – zdyskwalifikowany. Numer przy skrócie oznacza etap, na którym kolarz opuścił wyścig.

## Wyniki etapów

### Etap 1
| Walencja - Walencja | jazda drużynowa na czas | (16 km) |

| \| Klasyfikacja etapu \| Klasyfikacja etapu \| Klasyfikacja etapu \| Klasyfikacja etapu \| Klasyfikacja etapu \| \| Kolarka \| Kolarka \| Państwo \| Drużyna \| Czas \| \| ------------------ \| -------------------------- \| ------------------ \| ------------------ \| ------------------ \| \| 1. \| Lidl-Trek \| \| \| 19' 20" \| \| 2. \| Team Visma \\| Lease a Bike \| \| \| + 0" \| \| 3. \| SD Worx-Protime \| \| \| + 1" \| \| 4. \| Canyon-SRAM Racing \| \| \| + 8" \| \| 5. \| EF Education-Cannondale \| \| \| + 9" \| \| 6. \| FDJ-Suez \| \| \| + 9" \| \| 7. \| Liv AlUla Jayco \| \| \| + 10" \| \| 8. \| Movistar Team \| \| \| + 12" \| \| 9. \| Team DSM-Firmenich PostNL \| \| \| + 17" \| \| 10. \| AG Insurance-Soudal Team \| \| \| + 32" \| |                            |         |         |         |
| |                            |         |         |         |
| Źródło: ProCyclingStats |                            |         |         |         |
| Klasyfikacja etapu |                            |         |         |         |
| Kolarka | Kolarka                    | Państwo | Drużyna | Czas    |
| 1. | Lidl-Trek                  |         |         | 19' 20" |
| 2. | Team Visma \| Lease a Bike |         |         | + 0"    |
| 3. | SD Worx-Protime            |         |         | + 1"    |
| 4. | Canyon-SRAM Racing         |         |         | + 8"    |
| 5. | EF Education-Cannondale    |         |         | + 9"    |
| 6. | FDJ-Suez                   |         |         | + 9"    |
| 7. | Liv AlUla Jayco            |         |         | + 10"   |
| 8. | Movistar Team              |         |         | + 12"   |
| 9. | Team DSM-Firmenich PostNL  |         |         | + 17"   |
| 10. | AG Insurance-Soudal Team   |         |         | + 32"   |

| \| Klasyfikacja generalna \| Klasyfikacja generalna \| Klasyfikacja generalna \| Klasyfikacja generalna \| Klasyfikacja generalna \| \| Kolarka \| Kolarka \| Państwo \| Drużyna \| Czas \| \| ---------------------- \| ---------------------- \| ---------------------- \| -------------------------- \| ---------------------- \| \| 1. \| Gaia Realini \| Włochy \| Lidl-Trek \| 19' 20" \| \| 2. \| Lizzie Deignan \| Wielka Brytania \| Lidl-Trek \| + 0" \| \| 3. \| Brodie Chapman \| Australia \| Lidl-Trek \| + 0" \| \| 4. \| Elisa Longo Borghini \| Włochy \| Lidl-Trek \| + 0" \| \| 5. \| Amanda Spratt \| Australia \| Lidl-Trek \| + 0" \| \| 6. \| Elynor Bäckstedt \| Wielka Brytania \| Lidl-Trek \| + 0" \| \| 7. \| Ellen van Dijk \| Holandia \| Lidl-Trek \| + 0" \| \| 8. \| Riejanne Markus \| Holandia \| Team Visma \\| Lease a Bike \| + 0" \| \| 9. \| Anna Henderson \| Wielka Brytania \| Team Visma \\| Lease a Bike \| + 0" \| \| 10. \| Marianne Vos \| Holandia \| Team Visma \\| Lease a Bike \| + 0" \| |                      |                 |                            |         |
| |                      |                 |                            |         |
| Źródło: ProCyclingStats |                      |                 |                            |         |
| Klasyfikacja generalna |                      |                 |                            |         |
| Kolarka | Kolarka              | Państwo         | Drużyna                    | Czas    |
| 1. | Gaia Realini         | Włochy          | Lidl-Trek                  | 19' 20" |
| 2. | Lizzie Deignan       | Wielka Brytania | Lidl-Trek                  | + 0"    |
| 3. | Brodie Chapman       | Australia       | Lidl-Trek                  | + 0"    |
| 4. | Elisa Longo Borghini | Włochy          | Lidl-Trek                  | + 0"    |
| 5. | Amanda Spratt        | Australia       | Lidl-Trek                  | + 0"    |
| 6. | Elynor Bäckstedt     | Wielka Brytania | Lidl-Trek                  | + 0"    |
| 7. | Ellen van Dijk       | Holandia        | Lidl-Trek                  | + 0"    |
| 8. | Riejanne Markus      | Holandia        | Team Visma \| Lease a Bike | + 0"    |
| 9. | Anna Henderson       | Wielka Brytania | Team Visma \| Lease a Bike | + 0"    |
| 10. | Marianne Vos         | Holandia        | Team Visma \| Lease a Bike | + 0"    |

### Etap 2
| Buñol - Moncofa | płaski | (118 km) |

| \| Klasyfikacja etapu \| Klasyfikacja etapu \| Klasyfikacja etapu \| Klasyfikacja etapu \| Klasyfikacja etapu \| \| Kolarka \| Kolarka \| Państwo \| Drużyna \| Czas \| \| ------------------ \| -------------------- \| ------------------ \| ----------------------- \| ------------------ \| \| 1. \| Alison Jackson \| Kanada \| EF Education-Cannondale \| 2h 51' 03" \| \| 2. \| Blanka Kata Vas \| Węgry \| SD Worx-Protime \| + 0" \| \| 3. \| Karlijn Swinkels \| Holandia \| UAE Team ADQ \| + 0" \| \| 4. \| Katarzyna Niewiadoma \| Polska \| Canyon-SRAM Racing \| + 0" \| \| 5. \| Ingvild Gåskjenn \| Norwegia \| Liv AlUla Jayco \| + 0" \| \| 6. \| Giorgia Vettorello \| Włochy \| Roland \| + 0" \| \| 7. \| Silke Smulders \| Holandia \| Liv AlUla Jayco \| + 0" \| \| 8. \| Flora Perkins \| Wielka Brytania \| Fenix-Deceuninck \| + 0" \| \| 9. \| Amber Kraak \| Holandia \| FDJ-Suez \| + 0" \| \| 10. \| Kristen Faulkner \| Stany Zjednoczone \| EF Education-Cannondale \| + 0" \| |                      |                   |                         |            |
| |                      |                   |                         |            |
| Źródło: ProCyclingStats |                      |                   |                         |            |
| Klasyfikacja etapu |                      |                   |                         |            |
| Kolarka | Kolarka              | Państwo           | Drużyna                 | Czas       |
| 1. | Alison Jackson       | Kanada            | EF Education-Cannondale | 2h 51' 03" |
| 2. | Blanka Kata Vas      | Węgry             | SD Worx-Protime         | + 0"       |
| 3. | Karlijn Swinkels     | Holandia          | UAE Team ADQ            | + 0"       |
| 4. | Katarzyna Niewiadoma | Polska            | Canyon-SRAM Racing      | + 0"       |
| 5. | Ingvild Gåskjenn     | Norwegia          | Liv AlUla Jayco         | + 0"       |
| 6. | Giorgia Vettorello   | Włochy            | Roland                  | + 0"       |
| 7. | Silke Smulders       | Holandia          | Liv AlUla Jayco         | + 0"       |
| 8. | Flora Perkins        | Wielka Brytania   | Fenix-Deceuninck        | + 0"       |
| 9. | Amber Kraak          | Holandia          | FDJ-Suez                | + 0"       |
| 10. | Kristen Faulkner     | Stany Zjednoczone | EF Education-Cannondale | + 0"       |

| \| Klasyfikacja generalna \| Klasyfikacja generalna \| Klasyfikacja generalna \| Klasyfikacja generalna \| Klasyfikacja generalna \| \| Kolarka \| Kolarka \| Państwo \| Drużyna \| Czas \| \| ---------------------- \| ---------------------- \| ---------------------- \| -------------------------- \| ---------------------- \| \| 1. \| Blanka Kata Vas \| Węgry \| SD Worx-Protime \| 3h 10' 14" \| \| 2. \| Alison Jackson \| Kanada \| EF Education-Cannondale \| + 8" \| \| 3. \| Elisa Longo Borghini \| Włochy \| Lidl-Trek \| + 9" \| \| 4. \| Eva van Agt \| Holandia \| Team Visma \\| Lease a Bike \| + 9" \| \| 5. \| Sophie von Berswordt \| Holandia \| Team Visma \\| Lease a Bike \| + 9" \| \| 6. \| Riejanne Markus \| Holandia \| Team Visma \\| Lease a Bike \| + 9" \| \| 7. \| Marianne Vos \| Holandia \| Team Visma \\| Lease a Bike \| + 9" \| \| 8. \| Amanda Spratt \| Australia \| Lidl-Trek \| + 9" \| \| 9. \| Gaia Realini \| Włochy \| Lidl-Trek \| + 9" \| \| 10. \| Brodie Chapman \| Australia \| Lidl-Trek \| + 9" \| |                      |           |                            |            |
| |                      |           |                            |            |
| Źródło: ProCyclingStats |                      |           |                            |            |
| Klasyfikacja generalna |                      |           |                            |            |
| Kolarka | Kolarka              | Państwo   | Drużyna                    | Czas       |
| 1. | Blanka Kata Vas      | Węgry     | SD Worx-Protime            | 3h 10' 14" |
| 2. | Alison Jackson       | Kanada    | EF Education-Cannondale    | + 8"       |
| 3. | Elisa Longo Borghini | Włochy    | Lidl-Trek                  | + 9"       |
| 4. | Eva van Agt          | Holandia  | Team Visma \| Lease a Bike | + 9"       |
| 5. | Sophie von Berswordt | Holandia  | Team Visma \| Lease a Bike | + 9"       |
| 6. | Riejanne Markus      | Holandia  | Team Visma \| Lease a Bike | + 9"       |
| 7. | Marianne Vos         | Holandia  | Team Visma \| Lease a Bike | + 9"       |
| 8. | Amanda Spratt        | Australia | Lidl-Trek                  | + 9"       |
| 9. | Gaia Realini         | Włochy    | Lidl-Trek                  | + 9"       |
| 10. | Brodie Chapman       | Australia | Lidl-Trek                  | + 9"       |

### Etap 3
| Lucena - Teruel | pagórkowaty | (131 km) |

| \| Klasyfikacja etapu \| Klasyfikacja etapu \| Klasyfikacja etapu \| Klasyfikacja etapu \| Klasyfikacja etapu \| \| Kolarka \| Kolarka \| Państwo \| Drużyna \| Czas \| \| ------------------ \| -------------------- \| ------------------ \| -------------------------- \| ------------------ \| \| 1. \| Marianne Vos \| Holandia \| Team Visma \\| Lease a Bike \| 3h 46' 52" \| \| 2. \| Charlotte Kool \| Holandia \| Team dsm-firmenich PostNL \| + 0" \| \| 3. \| Olivia Baril \| Kanada \| Movistar Team \| + 0" \| \| 4. \| Ingvild Gåskjenn \| Norwegia \| Liv AlUla Jayco \| + 0" \| \| 5. \| Lily Williams \| Stany Zjednoczone \| Human Powered Health \| + 0" \| \| 6. \| Flora Perkins \| Wielka Brytania \| Fenix-Deceuninck \| + 0" \| \| 7. \| Eleonora Ciabocco \| Włochy \| Team dsm-firmenich PostNL \| + 0" \| \| 8. \| Caroline Andersson \| Szwecja \| Liv AlUla Jayco \| + 0" \| \| 9. \| Mischa Bredewold \| Holandia \| SD Worx-Protime \| + 0" \| \| 10. \| Magdeleine Vallieres \| Kanada \| EF Education-Cannondale \| + 0" \| |                      |                   |                            |            |
| |                      |                   |                            |            |
| Źródło: ProCyclingStats |                      |                   |                            |            |
| Klasyfikacja etapu |                      |                   |                            |            |
| Kolarka | Kolarka              | Państwo           | Drużyna                    | Czas       |
| 1. | Marianne Vos         | Holandia          | Team Visma \| Lease a Bike | 3h 46' 52" |
| 2. | Charlotte Kool       | Holandia          | Team dsm-firmenich PostNL  | + 0"       |
| 3. | Olivia Baril         | Kanada            | Movistar Team              | + 0"       |
| 4. | Ingvild Gåskjenn     | Norwegia          | Liv AlUla Jayco            | + 0"       |
| 5. | Lily Williams        | Stany Zjednoczone | Human Powered Health       | + 0"       |
| 6. | Flora Perkins        | Wielka Brytania   | Fenix-Deceuninck           | + 0"       |
| 7. | Eleonora Ciabocco    | Włochy            | Team dsm-firmenich PostNL  | + 0"       |
| 8. | Caroline Andersson   | Szwecja           | Liv AlUla Jayco            | + 0"       |
| 9. | Mischa Bredewold     | Holandia          | SD Worx-Protime            | + 0"       |
| 10. | Magdeleine Vallieres | Kanada            | EF Education-Cannondale    | + 0"       |

| \| Klasyfikacja generalna \| Klasyfikacja generalna \| Klasyfikacja generalna \| Klasyfikacja generalna \| Klasyfikacja generalna \| \| Kolarka \| Kolarka \| Państwo \| Drużyna \| Czas \| \| ---------------------- \| ---------------------- \| ---------------------- \| -------------------------- \| ---------------------- \| \| 1. \| Blanka Kata Vas \| Węgry \| SD Worx-Protime \| 6h 57' 04" \| \| 2. \| Marianne Vos \| Holandia \| Team Visma \\| Lease a Bike \| + 1" \| \| 3. \| Alison Jackson \| Kanada \| EF Education-Cannondale \| + 10" \| \| 4. \| Elisa Longo Borghini \| Włochy \| Lidl-Trek \| + 11" \| \| 5. \| Eva van Agt \| Holandia \| Team Visma \\| Lease a Bike \| + 11" \| \| 6. \| Riejanne Markus \| Holandia \| Team Visma \\| Lease a Bike \| + 11" \| \| 7. \| Amanda Spratt \| Australia \| Lidl-Trek \| + 11" \| \| 8. \| Sophie von Berswordt \| Holandia \| Team Visma \\| Lease a Bike \| + 11" \| \| 9. \| Gaia Realini \| Włochy \| Lidl-Trek \| + 11" \| \| 10. \| Brodie Chapman \| Australia \| Lidl-Trek \| + 11" \| |                      |           |                            |            |
| |                      |           |                            |            |
| Źródło: ProCyclingStats |                      |           |                            |            |
| Klasyfikacja generalna |                      |           |                            |            |
| Kolarka | Kolarka              | Państwo   | Drużyna                    | Czas       |
| 1. | Blanka Kata Vas      | Węgry     | SD Worx-Protime            | 6h 57' 04" |
| 2. | Marianne Vos         | Holandia  | Team Visma \| Lease a Bike | + 1"       |
| 3. | Alison Jackson       | Kanada    | EF Education-Cannondale    | + 10"      |
| 4. | Elisa Longo Borghini | Włochy    | Lidl-Trek                  | + 11"      |
| 5. | Eva van Agt          | Holandia  | Team Visma \| Lease a Bike | + 11"      |
| 6. | Riejanne Markus      | Holandia  | Team Visma \| Lease a Bike | + 11"      |
| 7. | Amanda Spratt        | Australia | Lidl-Trek                  | + 11"      |
| 8. | Sophie von Berswordt | Holandia  | Team Visma \| Lease a Bike | + 11"      |
| 9. | Gaia Realini         | Włochy    | Lidl-Trek                  | + 11"      |
| 10. | Brodie Chapman       | Australia | Lidl-Trek                  | + 11"      |

### Etap 4
| Molina de Aragón - Saragossa | płaski | (142 km) |

| \| Klasyfikacja etapu \| Klasyfikacja etapu \| Klasyfikacja etapu \| Klasyfikacja etapu \| Klasyfikacja etapu \| \| Kolarka \| Kolarka \| Państwo \| Drużyna \| Czas \| \| ------------------ \| ------------------ \| ------------------ \| -------------------------- \| ------------------ \| \| 1. \| Kristen Faulkner \| Stany Zjednoczone \| EF Education-Cannondale \| 3h 02' 37" \| \| 2. \| Georgia Baker \| Australia \| Liv AlUla Jayco \| + 10" \| \| 3. \| Marianne Vos \| Holandia \| Team Visma \\| Lease a Bike \| + 10" \| \| 4. \| Blanka Kata Vas \| Węgry \| SD Worx-Protime \| + 10" \| \| 5. \| Sheyla Gutiérrez \| Hiszpania \| Movistar Team \| + 10" \| \| 6. \| Maike van der Duin \| Holandia \| Canyon-SRAM Racing \| + 10" \| \| 7. \| Alison Jackson \| Kanada \| EF Education-Cannondale \| + 10" \| \| 8. \| Silke Smulders \| Holandia \| Liv AlUla Jayco \| + 10" \| \| 9. \| Juliette Labous \| Francja \| Team dsm-firmenich PostNL \| + 10" \| \| 10. \| Marlen Reusser \| Szwajcaria \| SD Worx-Protime \| + 10" \| |                    |                   |                            |            |
| |                    |                   |                            |            |
| Źródło: ProCyclingStats |                    |                   |                            |            |
| Klasyfikacja etapu |                    |                   |                            |            |
| Kolarka | Kolarka            | Państwo           | Drużyna                    | Czas       |
| 1. | Kristen Faulkner   | Stany Zjednoczone | EF Education-Cannondale    | 3h 02' 37" |
| 2. | Georgia Baker      | Australia         | Liv AlUla Jayco            | + 10"      |
| 3. | Marianne Vos       | Holandia          | Team Visma \| Lease a Bike | + 10"      |
| 4. | Blanka Kata Vas    | Węgry             | SD Worx-Protime            | + 10"      |
| 5. | Sheyla Gutiérrez   | Hiszpania         | Movistar Team              | + 10"      |
| 6. | Maike van der Duin | Holandia          | Canyon-SRAM Racing         | + 10"      |
| 7. | Alison Jackson     | Kanada            | EF Education-Cannondale    | + 10"      |
| 8. | Silke Smulders     | Holandia          | Liv AlUla Jayco            | + 10"      |
| 9. | Juliette Labous    | Francja           | Team dsm-firmenich PostNL  | + 10"      |
| 10. | Marlen Reusser     | Szwajcaria        | SD Worx-Protime            | + 10"      |

| \| Klasyfikacja generalna \| Klasyfikacja generalna \| Klasyfikacja generalna \| Klasyfikacja generalna \| Klasyfikacja generalna \| \| Kolarka \| Kolarka \| Państwo \| Drużyna \| Czas \| \| ---------------------- \| ---------------------- \| ---------------------- \| -------------------------- \| ---------------------- \| \| 1. \| Marianne Vos \| Holandia \| Team Visma \\| Lease a Bike \| 9h 59' 42" \| \| 2. \| Blanka Kata Vas \| Węgry \| SD Worx-Protime \| + 5" \| \| 3. \| Kristen Faulkner \| Stany Zjednoczone \| EF Education-Cannondale \| + 9" \| \| 4. \| Elisa Longo Borghini \| Włochy \| Lidl-Trek \| + 18" \| \| 5. \| Alison Jackson \| Kanada \| EF Education-Cannondale \| + 19" \| \| 6. \| Riejanne Markus \| Holandia \| Team Visma \\| Lease a Bike \| + 20" \| \| 7. \| Demi Vollering \| Holandia \| SD Worx-Protime \| + 21" \| \| 8. \| Marlen Reusser \| Szwajcaria \| SD Worx-Protime \| + 21" \| \| 9. \| Niamh Fisher-Black \| Nowa Zelandia \| SD Worx-Protime \| + 21" \| \| 10. \| Katarzyna Niewiadoma \| Polska \| Canyon-SRAM Racing \| + 28" \| |                      |                   |                            |            |
| |                      |                   |                            |            |
| Źródło: ProCyclingStats |                      |                   |                            |            |
| Klasyfikacja generalna |                      |                   |                            |            |
| Kolarka | Kolarka              | Państwo           | Drużyna                    | Czas       |
| 1. | Marianne Vos         | Holandia          | Team Visma \| Lease a Bike | 9h 59' 42" |
| 2. | Blanka Kata Vas      | Węgry             | SD Worx-Protime            | + 5"       |
| 3. | Kristen Faulkner     | Stany Zjednoczone | EF Education-Cannondale    | + 9"       |
| 4. | Elisa Longo Borghini | Włochy            | Lidl-Trek                  | + 18"      |
| 5. | Alison Jackson       | Kanada            | EF Education-Cannondale    | + 19"      |
| 6. | Riejanne Markus      | Holandia          | Team Visma \| Lease a Bike | + 20"      |
| 7. | Demi Vollering       | Holandia          | SD Worx-Protime            | + 21"      |
| 8. | Marlen Reusser       | Szwajcaria        | SD Worx-Protime            | + 21"      |
| 9. | Niamh Fisher-Black   | Nowa Zelandia     | SD Worx-Protime            | + 21"      |
| 10. | Katarzyna Niewiadoma | Polska            | Canyon-SRAM Racing         | + 28"      |

### Etap 5
| Huesca - Jaca | górski | (113 km) |

| \| Klasyfikacja etapu \| Klasyfikacja etapu \| Klasyfikacja etapu \| Klasyfikacja etapu \| Klasyfikacja etapu \| \| Kolarka \| Kolarka \| Państwo \| Drużyna \| Czas \| \| ------------------ \| -------------------- \| ------------------ \| -------------------------- \| ------------------ \| \| 1. \| Demi Vollering \| Holandia \| SD Worx-Protime \| 3h 09' 52" \| \| 2. \| Yara Kastelijn \| Holandia \| Fenix-Deceuninck \| + 28" \| \| 3. \| Elisa Longo Borghini \| Włochy \| Lidl-Trek \| + 28" \| \| 4. \| Évita Muzic \| Francja \| FDJ-Suez \| + 39" \| \| 5. \| Sarah Gigante \| Australia \| AG Insurance-Soudal Team \| + 41" \| \| 6. \| Ricarda Bauernfeind \| Niemcy \| Canyon-SRAM Racing \| + 44" \| \| 7. \| Riejanne Markus \| Holandia \| Team Visma \\| Lease a Bike \| + 44" \| \| 8. \| Juliette Labous \| Francja \| Team dsm-firmenich PostNL \| + 47" \| \| 9. \| Kim Cadzow \| Nowa Zelandia \| EF Education-Cannondale \| + 57" \| \| 10. \| Pauliena Rooijakkers \| Holandia \| Fenix-Deceuninck \| + 1' 08" \| |                      |               |                            |            |
| |                      |               |                            |            |
| Źródło: ProCyclingStats |                      |               |                            |            |
| Klasyfikacja etapu |                      |               |                            |            |
| Kolarka | Kolarka              | Państwo       | Drużyna                    | Czas       |
| 1. | Demi Vollering       | Holandia      | SD Worx-Protime            | 3h 09' 52" |
| 2. | Yara Kastelijn       | Holandia      | Fenix-Deceuninck           | + 28"      |
| 3. | Elisa Longo Borghini | Włochy        | Lidl-Trek                  | + 28"      |
| 4. | Évita Muzic          | Francja       | FDJ-Suez                   | + 39"      |
| 5. | Sarah Gigante        | Australia     | AG Insurance-Soudal Team   | + 41"      |
| 6. | Ricarda Bauernfeind  | Niemcy        | Canyon-SRAM Racing         | + 44"      |
| 7. | Riejanne Markus      | Holandia      | Team Visma \| Lease a Bike | + 44"      |
| 8. | Juliette Labous      | Francja       | Team dsm-firmenich PostNL  | + 47"      |
| 9. | Kim Cadzow           | Nowa Zelandia | EF Education-Cannondale    | + 57"      |
| 10. | Pauliena Rooijakkers | Holandia      | Fenix-Deceuninck           | + 1' 08"   |

| \| Klasyfikacja generalna \| Klasyfikacja generalna \| Klasyfikacja generalna \| Klasyfikacja generalna \| Klasyfikacja generalna \| \| Kolarka \| Kolarka \| Państwo \| Drużyna \| Czas \| \| ---------------------- \| ---------------------- \| ---------------------- \| -------------------------- \| ---------------------- \| \| 1. \| Demi Vollering \| Holandia \| SD Worx-Protime \| 13h 09' 45" \| \| 2. \| Elisa Longo Borghini \| Włochy \| Lidl-Trek \| + 31" \| \| 3. \| Riejanne Markus \| Holandia \| Team Visma \\| Lease a Bike \| + 53" \| \| 4. \| Kristen Faulkner \| Stany Zjednoczone \| EF Education-Cannondale \| + 1' 10" \| \| 5. \| Juliette Labous \| Francja \| Team dsm-firmenich PostNL \| + 1' 13" \| \| 6. \| Marlen Reusser \| Szwajcaria \| SD Worx-Protime \| + 1' 23" \| \| 7. \| Niamh Fisher-Black \| Nowa Zelandia \| SD Worx-Protime \| + 1' 34" \| \| 8. \| Katarzyna Niewiadoma \| Polska \| Canyon-SRAM Racing \| + 1' 47" \| \| 9. \| Marianne Vos \| Holandia \| Team Visma \\| Lease a Bike \| + 2' 07" \| \| 10. \| Silke Smulders \| Holandia \| Liv AlUla Jayco \| + 2' 41" \| |                      |                   |                            |             |
| |                      |                   |                            |             |
| Źródło: ProCyclingStats |                      |                   |                            |             |
| Klasyfikacja generalna |                      |                   |                            |             |
| Kolarka | Kolarka              | Państwo           | Drużyna                    | Czas        |
| 1. | Demi Vollering       | Holandia          | SD Worx-Protime            | 13h 09' 45" |
| 2. | Elisa Longo Borghini | Włochy            | Lidl-Trek                  | + 31"       |
| 3. | Riejanne Markus      | Holandia          | Team Visma \| Lease a Bike | + 53"       |
| 4. | Kristen Faulkner     | Stany Zjednoczone | EF Education-Cannondale    | + 1' 10"    |
| 5. | Juliette Labous      | Francja           | Team dsm-firmenich PostNL  | + 1' 13"    |
| 6. | Marlen Reusser       | Szwajcaria        | SD Worx-Protime            | + 1' 23"    |
| 7. | Niamh Fisher-Black   | Nowa Zelandia     | SD Worx-Protime            | + 1' 34"    |
| 8. | Katarzyna Niewiadoma | Polska            | Canyon-SRAM Racing         | + 1' 47"    |
| 9. | Marianne Vos         | Holandia          | Team Visma \| Lease a Bike | + 2' 07"    |
| 10. | Silke Smulders       | Holandia          | Liv AlUla Jayco            | + 2' 41"    |

### Etap 6
| Tarazona - Vinuesa | górski | (132 km) |

| \| Klasyfikacja etapu \| Klasyfikacja etapu \| Klasyfikacja etapu \| Klasyfikacja etapu \| Klasyfikacja etapu \| \| Kolarka \| Kolarka \| Państwo \| Drużyna \| Czas \| \| ------------------ \| -------------------- \| ------------------ \| -------------------------- \| ------------------ \| \| 1. \| Évita Muzic \| Francja \| FDJ-Suez \| 4h 10' 20" \| \| 2. \| Demi Vollering \| Holandia \| SD Worx-Protime \| + 2" \| \| 3. \| Yara Kastelijn \| Holandia \| Fenix-Deceuninck \| + 15" \| \| 4. \| Riejanne Markus \| Holandia \| Team Visma \\| Lease a Bike \| + 17" \| \| 5. \| Elisa Longo Borghini \| Włochy \| Lidl-Trek \| + 21" \| \| 6. \| Ricarda Bauernfeind \| Niemcy \| Canyon-SRAM Racing \| + 21" \| \| 7. \| Juliette Labous \| Francja \| Team dsm-firmenich PostNL \| + 21" \| \| 8. \| Pauliena Rooijakkers \| Holandia \| Fenix-Deceuninck \| + 33" \| \| 9. \| Niamh Fisher-Black \| Nowa Zelandia \| SD Worx-Protime \| + 38" \| \| 10. \| Kim Cadzow \| Nowa Zelandia \| EF Education-Cannondale \| + 40" \| |                      |               |                            |            |
| |                      |               |                            |            |
| Źródło: ProCyclingStats |                      |               |                            |            |
| Klasyfikacja etapu |                      |               |                            |            |
| Kolarka | Kolarka              | Państwo       | Drużyna                    | Czas       |
| 1. | Évita Muzic          | Francja       | FDJ-Suez                   | 4h 10' 20" |
| 2. | Demi Vollering       | Holandia      | SD Worx-Protime            | + 2"       |
| 3. | Yara Kastelijn       | Holandia      | Fenix-Deceuninck           | + 15"      |
| 4. | Riejanne Markus      | Holandia      | Team Visma \| Lease a Bike | + 17"      |
| 5. | Elisa Longo Borghini | Włochy        | Lidl-Trek                  | + 21"      |
| 6. | Ricarda Bauernfeind  | Niemcy        | Canyon-SRAM Racing         | + 21"      |
| 7. | Juliette Labous      | Francja       | Team dsm-firmenich PostNL  | + 21"      |
| 8. | Pauliena Rooijakkers | Holandia      | Fenix-Deceuninck           | + 33"      |
| 9. | Niamh Fisher-Black   | Nowa Zelandia | SD Worx-Protime            | + 38"      |
| 10. | Kim Cadzow           | Nowa Zelandia | EF Education-Cannondale    | + 40"      |

| \| Klasyfikacja generalna \| Klasyfikacja generalna \| Klasyfikacja generalna \| Klasyfikacja generalna \| Klasyfikacja generalna \| \| Kolarka \| Kolarka \| Państwo \| Drużyna \| Czas \| \| ---------------------- \| ---------------------- \| ---------------------- \| -------------------------- \| ---------------------- \| \| 1. \| Demi Vollering \| Holandia \| SD Worx-Protime \| 17h 20' 01" \| \| 2. \| Elisa Longo Borghini \| Włochy \| Lidl-Trek \| + 56" \| \| 3. \| Riejanne Markus \| Holandia \| Team Visma \\| Lease a Bike \| + 1' 14" \| \| 4. \| Juliette Labous \| Francja \| Team dsm-firmenich PostNL \| + 1' 38" \| \| 5. \| Niamh Fisher-Black \| Nowa Zelandia \| SD Worx-Protime \| + 2' 16" \| \| 6. \| Évita Muzic \| Francja \| FDJ-Suez \| + 2' 42" \| \| 7. \| Marlen Reusser \| Szwajcaria \| SD Worx-Protime \| + 2' 52" \| \| 8. \| Ricarda Bauernfeind \| Niemcy \| Canyon-SRAM Racing \| + 3' 17" \| \| 9. \| Yara Kastelijn \| Holandia \| Fenix-Deceuninck \| + 3' 25" \| \| 10. \| Kristen Faulkner \| Stany Zjednoczone \| EF Education-Cannondale \| + 3' 29" \| |                      |                   |                            |             |
| |                      |                   |                            |             |
| Źródło: ProCyclingStats |                      |                   |                            |             |
| Klasyfikacja generalna |                      |                   |                            |             |
| Kolarka | Kolarka              | Państwo           | Drużyna                    | Czas        |
| 1. | Demi Vollering       | Holandia          | SD Worx-Protime            | 17h 20' 01" |
| 2. | Elisa Longo Borghini | Włochy            | Lidl-Trek                  | + 56"       |
| 3. | Riejanne Markus      | Holandia          | Team Visma \| Lease a Bike | + 1' 14"    |
| 4. | Juliette Labous      | Francja           | Team dsm-firmenich PostNL  | + 1' 38"    |
| 5. | Niamh Fisher-Black   | Nowa Zelandia     | SD Worx-Protime            | + 2' 16"    |
| 6. | Évita Muzic          | Francja           | FDJ-Suez                   | + 2' 42"    |
| 7. | Marlen Reusser       | Szwajcaria        | SD Worx-Protime            | + 2' 52"    |
| 8. | Ricarda Bauernfeind  | Niemcy            | Canyon-SRAM Racing         | + 3' 17"    |
| 9. | Yara Kastelijn       | Holandia          | Fenix-Deceuninck           | + 3' 25"    |
| 10. | Kristen Faulkner     | Stany Zjednoczone | EF Education-Cannondale    | + 3' 29"    |

### Etap 7
| San Esteban de Gormaz - Sigüenza | pagórkowaty | (126 km) |

| \| Klasyfikacja etapu \| Klasyfikacja etapu \| Klasyfikacja etapu \| Klasyfikacja etapu \| Klasyfikacja etapu \| \| Kolarka \| Kolarka \| Państwo \| Drużyna \| Czas \| \| ------------------ \| -------------------- \| ------------------ \| -------------------------- \| ------------------ \| \| 1. \| Marianne Vos \| Holandia \| Team Visma \\| Lease a Bike \| 3h 27' 56" \| \| 2. \| Kristen Faulkner \| Stany Zjednoczone \| EF Education-Cannondale \| + 2" \| \| 3. \| Elisa Longo Borghini \| Włochy \| Lidl-Trek \| + 2" \| \| 4. \| Demi Vollering \| Holandia \| SD Worx-Protime \| + 2" \| \| 5. \| Ingvild Gåskjenn \| Norwegia \| Liv AlUla Jayco \| + 2" \| \| 6. \| Niamh Fisher-Black \| Nowa Zelandia \| SD Worx-Protime \| + 2" \| \| 7. \| Riejanne Markus \| Holandia \| Team Visma \\| Lease a Bike \| + 2" \| \| 8. \| Évita Muzic \| Francja \| FDJ-Suez \| + 2" \| \| 9. \| Pauliena Rooijakkers \| Holandia \| Fenix-Deceuninck \| + 8" \| \| 10. \| Eline Jansen \| Holandia \| VolkerWessels \| + 10" \| |                      |                   |                            |            |
| |                      |                   |                            |            |
| Źródło: ProCyclingStats |                      |                   |                            |            |
| Klasyfikacja etapu |                      |                   |                            |            |
| Kolarka | Kolarka              | Państwo           | Drużyna                    | Czas       |
| 1. | Marianne Vos         | Holandia          | Team Visma \| Lease a Bike | 3h 27' 56" |
| 2. | Kristen Faulkner     | Stany Zjednoczone | EF Education-Cannondale    | + 2"       |
| 3. | Elisa Longo Borghini | Włochy            | Lidl-Trek                  | + 2"       |
| 4. | Demi Vollering       | Holandia          | SD Worx-Protime            | + 2"       |
| 5. | Ingvild Gåskjenn     | Norwegia          | Liv AlUla Jayco            | + 2"       |
| 6. | Niamh Fisher-Black   | Nowa Zelandia     | SD Worx-Protime            | + 2"       |
| 7. | Riejanne Markus      | Holandia          | Team Visma \| Lease a Bike | + 2"       |
| 8. | Évita Muzic          | Francja           | FDJ-Suez                   | + 2"       |
| 9. | Pauliena Rooijakkers | Holandia          | Fenix-Deceuninck           | + 8"       |
| 10. | Eline Jansen         | Holandia          | VolkerWessels              | + 10"      |

| \| Klasyfikacja generalna \| Klasyfikacja generalna \| Klasyfikacja generalna \| Klasyfikacja generalna \| Klasyfikacja generalna \| \| Kolarka \| Kolarka \| Państwo \| Drużyna \| Czas \| \| ---------------------- \| ---------------------- \| ---------------------- \| -------------------------- \| ---------------------- \| \| 1. \| Demi Vollering \| Holandia \| SD Worx-Protime \| 20h 47' 59" \| \| 2. \| Elisa Longo Borghini \| Włochy \| Lidl-Trek \| + 52" \| \| 3. \| Riejanne Markus \| Holandia \| Team Visma \\| Lease a Bike \| + 1' 14" \| \| 4. \| Juliette Labous \| Francja \| Team dsm-firmenich PostNL \| + 1' 48" \| \| 5. \| Niamh Fisher-Black \| Nowa Zelandia \| SD Worx-Protime \| + 2' 16" \| \| 6. \| Évita Muzic \| Francja \| FDJ-Suez \| + 2' 42" \| \| 7. \| Kristen Faulkner \| Stany Zjednoczone \| EF Education-Cannondale \| + 3' 23" \| \| 8. \| Marlen Reusser \| Szwajcaria \| SD Worx-Protime \| + 3' 24" \| \| 9. \| Ricarda Bauernfeind \| Niemcy \| Canyon-SRAM Racing \| + 3' 27" \| \| 10. \| Yara Kastelijn \| Holandia \| Fenix-Deceuninck \| + 4' 07" \| |                      |                   |                            |             |
| |                      |                   |                            |             |
| Źródło: ProCyclingStats |                      |                   |                            |             |
| Klasyfikacja generalna |                      |                   |                            |             |
| Kolarka | Kolarka              | Państwo           | Drużyna                    | Czas        |
| 1. | Demi Vollering       | Holandia          | SD Worx-Protime            | 20h 47' 59" |
| 2. | Elisa Longo Borghini | Włochy            | Lidl-Trek                  | + 52"       |
| 3. | Riejanne Markus      | Holandia          | Team Visma \| Lease a Bike | + 1' 14"    |
| 4. | Juliette Labous      | Francja           | Team dsm-firmenich PostNL  | + 1' 48"    |
| 5. | Niamh Fisher-Black   | Nowa Zelandia     | SD Worx-Protime            | + 2' 16"    |
| 6. | Évita Muzic          | Francja           | FDJ-Suez                   | + 2' 42"    |
| 7. | Kristen Faulkner     | Stany Zjednoczone | EF Education-Cannondale    | + 3' 23"    |
| 8. | Marlen Reusser       | Szwajcaria        | SD Worx-Protime            | + 3' 24"    |
| 9. | Ricarda Bauernfeind  | Niemcy            | Canyon-SRAM Racing         | + 3' 27"    |
| 10. | Yara Kastelijn       | Holandia          | Fenix-Deceuninck           | + 4' 07"    |

### Etap 8
| Madryt - Valdesquí | górski | (89 km) |

| \| Klasyfikacja etapu \| Klasyfikacja etapu \| Klasyfikacja etapu \| Klasyfikacja etapu \| Klasyfikacja etapu \| \| Kolarka \| Kolarka \| Państwo \| Drużyna \| Czas \| \| ------------------ \| -------------------- \| ------------------ \| -------------------------- \| ------------------ \| \| 1. \| Demi Vollering \| Holandia \| SD Worx-Protime \| 2h 43' 06" \| \| 2. \| Évita Muzic \| Francja \| FDJ-Suez \| + 29" \| \| 3. \| Riejanne Markus \| Holandia \| Team Visma \\| Lease a Bike \| + 33" \| \| 4. \| Pauliena Rooijakkers \| Holandia \| Fenix-Deceuninck \| + 53" \| \| 5. \| Ricarda Bauernfeind \| Niemcy \| Canyon-SRAM Racing \| + 56" \| \| 6. \| Juliette Labous \| Francja \| Team dsm-firmenich PostNL \| + 1' 00" \| \| 7. \| Elisa Longo Borghini \| Włochy \| Lidl-Trek \| + 1' 00" \| \| 8. \| Antonia Niedermaier \| Niemcy \| Canyon-SRAM Racing \| + 1' 00" \| \| 9. \| Yara Kastelijn \| Holandia \| Fenix-Deceuninck \| + 1' 10" \| \| 10. \| Kim Cadzow \| Nowa Zelandia \| EF Education-Cannondale \| + 1' 28" \| |                      |               |                            |            |
| |                      |               |                            |            |
| Źródło: ProCyclingStats |                      |               |                            |            |
| Klasyfikacja etapu |                      |               |                            |            |
| Kolarka | Kolarka              | Państwo       | Drużyna                    | Czas       |
| 1. | Demi Vollering       | Holandia      | SD Worx-Protime            | 2h 43' 06" |
| 2. | Évita Muzic          | Francja       | FDJ-Suez                   | + 29"      |
| 3. | Riejanne Markus      | Holandia      | Team Visma \| Lease a Bike | + 33"      |
| 4. | Pauliena Rooijakkers | Holandia      | Fenix-Deceuninck           | + 53"      |
| 5. | Ricarda Bauernfeind  | Niemcy        | Canyon-SRAM Racing         | + 56"      |
| 6. | Juliette Labous      | Francja       | Team dsm-firmenich PostNL  | + 1' 00"   |
| 7. | Elisa Longo Borghini | Włochy        | Lidl-Trek                  | + 1' 00"   |
| 8. | Antonia Niedermaier  | Niemcy        | Canyon-SRAM Racing         | + 1' 00"   |
| 9. | Yara Kastelijn       | Holandia      | Fenix-Deceuninck           | + 1' 10"   |
| 10. | Kim Cadzow           | Nowa Zelandia | EF Education-Cannondale    | + 1' 28"   |

## Klasyfikacje

### Klasyfikacja generalna
| \| Klasyfikacja generalna \| Klasyfikacja generalna \| Klasyfikacja generalna \| Klasyfikacja generalna \| Klasyfikacja generalna \| \| Kolarka \| Kolarka \| Państwo \| Drużyna \| Czas \| \| ---------------------- \| ---------------------- \| ---------------------- \| -------------------------- \| ---------------------- \| \| 1. \| Demi Vollering \| Holandia \| SD Worx-Protime \| 23h 30' 55" \| \| 2. \| Riejanne Markus \| Holandia \| Team Visma \\| Lease a Bike \| + 1' 49" \| \| 3. \| Elisa Longo Borghini \| Włochy \| Lidl-Trek \| + 2' 00" \| \| 4. \| Juliette Labous \| Francja \| Team dsm-firmenich PostNL \| + 2' 58" \| \| 5. \| Évita Muzic \| Francja \| FDJ-Suez \| + 3' 15" \| \| 6. \| Ricarda Bauernfeind \| Niemcy \| Canyon-SRAM Racing \| + 4' 33" \| \| 7. \| Niamh Fisher-Black \| Nowa Zelandia \| SD Worx-Protime \| + 5' 14" \| \| 8. \| Yara Kastelijn \| Holandia \| Fenix-Deceuninck \| + 5' 27" \| \| 9. \| Pauliena Rooijakkers \| Holandia \| Fenix-Deceuninck \| + 5' 42" \| \| 10. \| Kim Cadzow \| Nowa Zelandia \| EF Education-Cannondale \| + 6' 19" \| |                      |               |                            |             |
| |                      |               |                            |             |
| Źródło: ProCyclingStats |                      |               |                            |             |
| Klasyfikacja generalna |                      |               |                            |             |
| Kolarka | Kolarka              | Państwo       | Drużyna                    | Czas        |
| 1. | Demi Vollering       | Holandia      | SD Worx-Protime            | 23h 30' 55" |
| 2. | Riejanne Markus      | Holandia      | Team Visma \| Lease a Bike | + 1' 49"    |
| 3. | Elisa Longo Borghini | Włochy        | Lidl-Trek                  | + 2' 00"    |
| 4. | Juliette Labous      | Francja       | Team dsm-firmenich PostNL  | + 2' 58"    |
| 5. | Évita Muzic          | Francja       | FDJ-Suez                   | + 3' 15"    |
| 6. | Ricarda Bauernfeind  | Niemcy        | Canyon-SRAM Racing         | + 4' 33"    |
| 7. | Niamh Fisher-Black   | Nowa Zelandia | SD Worx-Protime            | + 5' 14"    |
| 8. | Yara Kastelijn       | Holandia      | Fenix-Deceuninck           | + 5' 27"    |
| 9. | Pauliena Rooijakkers | Holandia      | Fenix-Deceuninck           | + 5' 42"    |
| 10. | Kim Cadzow           | Nowa Zelandia | EF Education-Cannondale    | + 6' 19"    |

| Klasyfikacja punktowa | Klasyfikacja punktowa | Klasyfikacja punktowa | Klasyfikacja punktowa      | Klasyfikacja punktowa |
| Kolarka               | Kolarka               | Państwo               | Drużyna                    | Punkty                |
| --------------------- | --------------------- | --------------------- | -------------------------- | --------------------- |
| 1.                    | Marianne Vos          | Holandia              | Team Visma \| Lease a Bike | 190 pkt               |
| 2.                    | Demi Vollering        | Holandia              | SD Worx-Protime            | 148 pkt               |
| 3.                    | Riejanne Markus       | Holandia              | Team Visma \| Lease a Bike | 134 pkt               |
| 4.                    | Évita Muzic           | Francja               | FDJ-Suez                   | 108 pkt               |
| 5.                    | Elisa Longo Borghini  | Włochy                | Lidl-Trek                  | 107 pkt               |
| 6.                    | Blanka Kata Vas       | Węgry                 | SD Worx-Protime            | 104 pkt               |
| 7.                    | Kristen Faulkner      | Stany Zjednoczone     | EF Education-Cannondale    | 94 pkt                |
| 8.                    | Juliette Labous       | Francja               | Team dsm-firmenich PostNL  | 71 pkt                |
| 9.                    | Karlijn Swinkels      | Holandia              | UAE Team ADQ               | 70 pkt                |
| 10.                   | Alison Jackson        | Kanada                | EF Education-Cannondale    | 62 pkt                |

| Klasyfikacja punktowa | Klasyfikacja punktowa | Klasyfikacja punktowa | Klasyfikacja punktowa      | Klasyfikacja punktowa |
| Kolarka               | Kolarka               | Państwo               | Drużyna                    | Punkty                |
| --------------------- | --------------------- | --------------------- | -------------------------- | --------------------- |
| 1.                    | Marianne Vos          | Holandia              | Team Visma \| Lease a Bike | 190 pkt               |
| 2.                    | Demi Vollering        | Holandia              | SD Worx-Protime            | 148 pkt               |
| 3.                    | Riejanne Markus       | Holandia              | Team Visma \| Lease a Bike | 134 pkt               |
| 4.                    | Évita Muzic           | Francja               | FDJ-Suez                   | 108 pkt               |
| 5.                    | Elisa Longo Borghini  | Włochy                | Lidl-Trek                  | 107 pkt               |
| 6.                    | Blanka Kata Vas       | Węgry                 | SD Worx-Protime            | 104 pkt               |
| 7.                    | Kristen Faulkner      | Stany Zjednoczone     | EF Education-Cannondale    | 94 pkt                |
| 8.                    | Juliette Labous       | Francja               | Team dsm-firmenich PostNL  | 71 pkt                |
| 9.                    | Karlijn Swinkels      | Holandia              | UAE Team ADQ               | 70 pkt                |
| 10.                   | Alison Jackson        | Kanada                | EF Education-Cannondale    | 62 pkt                |

| Klasyfikacja górska | Klasyfikacja górska  | Klasyfikacja górska | Klasyfikacja górska        | Klasyfikacja górska |
| Kolarka             | Kolarka              | Państwo             | Drużyna                    | Punkty              |
| ------------------- | -------------------- | ------------------- | -------------------------- | ------------------- |
| 1.                  | Demi Vollering       | Holandia            | SD Worx-Protime            | 46 pkt              |
| 2.                  | Évita Muzic          | Francja             | FDJ-Suez                   | 43 pkt              |
| 3.                  | Yara Kastelijn       | Holandia            | Fenix-Deceuninck           | 26 pkt              |
| 4.                  | Karlijn Swinkels     | Holandia            | UAE Team ADQ               | 20 pkt              |
| 5.                  | Riejanne Markus      | Holandia            | Team Visma \| Lease a Bike | 16 pkt              |
| 6.                  | Pauliena Rooijakkers | Holandia            | Fenix-Deceuninck           | 12 pkt              |
| 7.                  | Ricarda Bauernfeind  | Niemcy              | Canyon-SRAM Racing         | 11 pkt              |
| 8.                  | Elisa Longo Borghini | Włochy              | Lidl-Trek                  | 10 pkt              |
| 9.                  | Niamh Fisher-Black   | Nowa Zelandia       | SD Worx-Protime            | 8 pkt               |
| 10.                 | Antonia Niedermaier  | Niemcy              | Canyon-SRAM Racing         | 8 pkt               |

| Klasyfikacja górska | Klasyfikacja górska  | Klasyfikacja górska | Klasyfikacja górska        | Klasyfikacja górska |
| Kolarka             | Kolarka              | Państwo             | Drużyna                    | Punkty              |
| ------------------- | -------------------- | ------------------- | -------------------------- | ------------------- |
| 1.                  | Demi Vollering       | Holandia            | SD Worx-Protime            | 46 pkt              |
| 2.                  | Évita Muzic          | Francja             | FDJ-Suez                   | 43 pkt              |
| 3.                  | Yara Kastelijn       | Holandia            | Fenix-Deceuninck           | 26 pkt              |
| 4.                  | Karlijn Swinkels     | Holandia            | UAE Team ADQ               | 20 pkt              |
| 5.                  | Riejanne Markus      | Holandia            | Team Visma \| Lease a Bike | 16 pkt              |
| 6.                  | Pauliena Rooijakkers | Holandia            | Fenix-Deceuninck           | 12 pkt              |
| 7.                  | Ricarda Bauernfeind  | Niemcy              | Canyon-SRAM Racing         | 11 pkt              |
| 8.                  | Elisa Longo Borghini | Włochy              | Lidl-Trek                  | 10 pkt              |
| 9.                  | Niamh Fisher-Black   | Nowa Zelandia       | SD Worx-Protime            | 8 pkt               |
| 10.                 | Antonia Niedermaier  | Niemcy              | Canyon-SRAM Racing         | 8 pkt               |

### Klasyfikacja drużynowa
| Klasyfikacja drużynowa | Klasyfikacja drużynowa     | Klasyfikacja drużynowa       | Klasyfikacja drużynowa |
| Drużyna                | Drużyna                    | Państwo                      | Czas                   |
| ---------------------- | -------------------------- | ---------------------------- | ---------------------- |
| 1.                     | SD Worx-Protime            | Holandia                     | 70h 06' 44"            |
| 2.                     | Fenix-Deceuninck           | Belgia                       | + 13' 40"              |
| 3.                     | EF Education-Cannondale    | Stany Zjednoczone            | + 21' 25"              |
| 4.                     | Liv AlUla Jayco            | Australia                    | + 27' 06"              |
| 5.                     | Lidl-Trek                  | Stany Zjednoczone            | + 31' 29"              |
| 6.                     | Team Visma \| Lease a Bike | Holandia                     | + 31' 57"              |
| 7.                     | FDJ-Suez                   | Francja                      | + 33' 20"              |
| 8.                     | UAE Team ADQ               | Zjednoczone Emiraty Arabskie | + 38' 18"              |
| 9.                     | Canyon-SRAM Racing         | Niemcy                       | + 41' 34"              |
| 10.                    | Team DSM-Firmenich PostNL  | Holandia                     | + 48' 52"              |

### Liderzy klasyfikacji
| Etap   |                         | Pierwsze miejsce _ | Klasyfikacja generalna | Punktowa        | Górska           | Najaktywniejszych _ | Drużynowa _     |
| ------ | ----------------------- | ------------------ | ---------------------- | --------------- | ---------------- | ------------------- | --------------- |
| 1      | jazda drużynowa na czas | Lidl-Trek          | Gaia Realini           | brak danych     | brak danych      | brak danych         | Lidl-Trek       |
| 2      | płaski                  | Alison Jackson     | Blanka Kata Vas        | Alison Jackson  | Karlijn Swinkels | Idoia Eraso         | Lidl-Trek       |
| 3      | pagórkowaty             | Marianne Vos       | Blanka Kata Vas        | Blanka Kata Vas | Karlijn Swinkels | Mireia Benito       | Lidl-Trek       |
| 4      | płaski                  | Kristen Faulkner   | Marianne Vos           | Blanka Kata Vas | Karlijn Swinkels | Marlen Reusser      | SD Worx-Protime |
| 5      | górski                  | Demi Vollering     | Demi Vollering         | Marianne Vos    | Karlijn Swinkels | Lourdes Oyarbide    | SD Worx-Protime |
| 6      | górski                  | Évita Muzic        | Demi Vollering         | Marianne Vos    | Karlijn Swinkels | Claudia San Justo   | SD Worx-Protime |
| 7      | pagórkowaty             | Marianne Vos       | Demi Vollering         | Marianne Vos    | Karlijn Swinkels | Anya Louw           | SD Worx-Protime |
| 8      | górski                  | Demi Vollering     | Demi Vollering         | Marianne Vos    | Demi Vollering   | Mireia Benito       | SD Worx-Protime |
| Koniec | Koniec                  |                    | Demi Vollering         | Marianne Vos    | Demi Vollering   | brak danych         | SD Worx-Protime |